# Andrés Ayala
Andrés Ayala, vollständiger Name Jorge Andrés Ayala Iraola, (* 14. März 1989 in Montevideo) ist ein uruguayischer Fußballspieler.

## Karriere
Defensivakteur Ayala gehörte von 2010 bis 2011 dem Kader des seinerzeitigen Erstligisten Central Español an. In der Saison 2010/11 bestritt er bei den Montevideanern zwei Partien in der Primera División. Ein Tor erzielte er nicht. Von August 2011 bis zum Jahresende war der Schweizer Klub GC Biaschesi sein Arbeitgeber. Spätestens seit der Apertura 2013 steht er in Reihen des Zweitligisten Canadian Soccer Club. In der Saison 2013/14 absolvierte er zwölf Partien (kein Tor) in der Segunda División. In der Saison 2014/15 wurde er 19-mal (ein Tor) in der zweithöchsten uruguayischen Spielklasse eingesetzt. Während der Spielzeit 2015/16 stehen 20 weitere Zweitligaeinsätze (zwei Tore) für ihn zu Buche. Es folgten zehn absolvierte Zweitligaspiele (ein Tor) in der Zwischensaison 2016.